# Management information system
Management information systems (MIS) (in italiano, "Sistemi informativi di gestione") è lo studio delle persone, della tecnologia, delle organizzazioni e delle relazioni tra loro. In particolare il MIS è un sistema informativo aziendale che ha come obiettivo quello di supportare il management aziendale, si occupa di offrire gli strumenti che verranno utilizzati per le attività di controllo, pianificazione e organizzazione. Gli elementi principali che compongono e caratterizzano il MIS sono persone, tecnologie e organizzazione. Oltre ad aiutare il Manager nei processi decisionali si occupa di fornire informazioni utili anche per i processi di controllo e valutazione del business. I dati vengono immagazzinati in un deposito centrale, il Data Warehouse ed i dati al suo interno vengono estratti, modificati e caricati nei database decisionali, i quali verranno consultati poi dai Manager. 
I professionisti MIS aiutano le società ad avere il massimo beneficio dall'investimento in personale, dispositivi e processi di business. MIS è un campo orientato alle persone che pone l'enfasi sul servizio, attraverso la tecnologia dei sistemi di gestione dell'informazione che sono tipicamente sistemi di computer per la gestione dei dati, per produrre ricerche, analizzare dati e avere informazioni più facilmente. Questi sistemi si distinguono dagli altri sistemi di informazioni perché facilitano le attività operazionali e strategiche.
Il termine è comunemente usato per riferirsi agli studi di come gli individui, i gruppi e le organizzazioni valutano il progetto, l'implementazione e la gestione. Questi sistemi vengono utilizzati per generare informazioni, per migliorare l'efficienza e l'efficacia del processo decisionale, inclusi sistemi a supporto della decisione, sistemi esperti, e sistemi di informazioni esecutivi.